# Észak-Korea az 1964. évi téli olimpiai játékokon
Észak-Korea az ausztriai Innsbruckban megrendezett 1964. évi téli olimpiai játékok egyik részt vevő nemzete volt. Az országot az olimpián 2 sportágban 13 sportoló képviselte, akik összesen 1 érmet szereztek. Észak-Korea először vett részt az olimpiai játékokon, és Han Philhva gyorskorcsolyázónő révén megszerezte az első olimpiai érmét is.

## Érmesek
| Érem  | Versenyző   | Sportág        | Versenyszám |
| ----- | ----------- | -------------- | ----------- |
| Ezüst | Han Philhva | Gyorskorcsolya | Női 3000 m  |

## Gyorskorcsolya
Férfi
| Versenyző      | Versenyszám | Eredmény | Helyezés |
| -------------- | ----------- | -------- | -------- |
| Kim Choon-Bong | 5000 m      | 8:22,9   | 30.      |
| Kim Choon-Bong | 10 000 m    | 17:10,8  | 23.      |
| Ri Sung-Ryool  | 500 m       | 43,0     | 30.      |
| Ri Sung-Ryool  | 1500 m      | 2:13,9   | 14.      |
| Bak Sung-Wun   | 5000 m      | 8:20,2   | 28.      |
| Kim Zin-Hook   | 500 m       | 41,9     | 19.*     |
| Kim Zin-Hook   | 1500 m      | 2:19,4   | 36.      |

Női
| Versenyző     | Versenyszám | Eredmény | Helyezés |
| ------------- | ----------- | -------- | -------- |
| Ryoo Choon-Za | 500 m       | 48,4     | 15.      |
| Ryoo Choon-Za | 1000 m      | 1:40,0   | 16.      |
| Han Philhva   | 500 m       | 58,5     | 28.      |
| Han Philhva   | 1500 m      | 2:30,1   | 9.       |
| Han Philhva   | 3000 m      | 5:18,5   | *        |
| An Sen-Za     | 1500 m      | 2:44,7   | 30.      |
| Kim Song-Soon | 1500 m      | 2:27,7   | 4.       |
| Kim Song-Soon | 3000 m      | 5:25,9   | 7.       |
| Bak Wol-Ja    | 3000 m      | 5:30,8   | 13.      |

* - egy másik versenyzővel azonos eredményt ért el

## Sífutás
Férfi
| Versenyző     | Versenyszám | Eredmény  | Helyezés |
| ------------- | ----------- | --------- | -------- |
| Kim Ko-Am     | 30 km       | 1:55:11,0 | 65.      |
| Yang Duk-Soon | 30 km       | 1:53:58,4 | 63.      |

Női
| Versenyző   | Versenyszám | Eredmény | Helyezés |
| ----------- | ----------- | -------- | -------- |
| Ri Han-Soon | 10 km       | 53:21,8  | 33.      |
| Kim Bong-Za | 10 km       | 52:18,6  | 32.      |